# 1948年朝鮮民主主義人民共和國最高人民會議選舉
朝鮮民主主義人民共和國第一屆最高人民會議選舉在1948年8月25日舉行，以直選（朝鲜）和间选（南韩）的方式決出572個最高人民會議的席位誰屬。當中有212个议席是从朝鲜决出，而360個議席是从南韓決出。因此在南韓的选民需進行秘密投票，以防被韓方的警察機關發現。
在朝鮮民主主義人民共和國，候选人登记工作一直持续到1948年8月5日，在212个地区中有228名候选人登记。在228名候选人中，有212名由祖國統一民主主義戰線提名，以及有16名由选民在会议上推荐的其他候选人。祖國統一民主主義戰線的候选人包括102名来自北朝鲜劳动党的候选人，35名来自朝鲜社会民主党的候选人，以及35名来自天道教青友党的候选人和40名独立候选人。另外，在228个候选人中34名为女性。
根据资料，該次選舉投票率為99.97%，祖國統一民主主義戰線贊成率為98.49%。

## 結果
| 政黨         | 取得席位 |
| ------------ | -------- |
| 朝鮮勞動黨   | 157席    |
| 朝鮮民主黨   | 35席     |
| 天道教青友黨 | 35席     |
| 民主獨立黨   | 20席     |
| 勤劳人民黨   | 20席     |
| 人民共和黨   | 20席     |
| 其他政黨     | 171席    |
| 獨立         | 114席    |
| 總計         | 572席    |

## 資料來源
1. ↑  Nohlen, D, Grotz, F & Hartmann, C (2001) Elections in Asia and the Pacific: A Data Handbook: South East Asia, East Asia, and the Pacific Volume 2, p398 ISBN 0-19-924959-8
2. 1 2 3  . The Academy of Korean Studies.   [18 June 2022]. （原始内容存档于2021-11-30） （韩语）.
3. 1 2  . Monthly Chosun.   [18 June 2022]. （原始内容存档于2022-04-19） （韩语）.